# La Légende des Sciences
A série Lendas da Ciência (La Légende des Sciences, no original em francês e Saga der Wissenschaften na Alemanha) é uma produção televisiva francesa de 1996 que, a partir da homonímia presente na língua original "legenda/lenda" - Légende, no francês) - busca explorar o desenvolvimento da ciência ao longo da história humana. A série foi escrita pelo filósofo Michel Serres e por Robert Pansard-Besson, que atuou também na produção do programa, que por sua vez contou ainda com o apoio do canal France 3, do Museu do Louvre, da Nickelodeon Productions, dentre outros. Ao longo de seus doze episódios de cerca de 50 minutos, estabelece uma metáfora entre o conhecimento científico e um rio, referindo-se à impossibilidade de se buscar uma única e pontual nascente de suas águas. A trilha sonora ficou a cargo do compositor francês Éric Demarsan e, no Brasil, foi dublada por Isaac Bardavid através do estúdio e distribuidor independente de conteúdo audiovisual Synapse, no Rio de Janeiro.

## Episódios
Os episódios são ligados apenas por um eixo temático e pela metáfora do conhecimento científico enquanto um rio, tendo cada um deles, assim, uma narrativa independente; não sendo necessário então acompanhar a série seguindo a cronologia proposta pelo programa. Apenas o último episódio tem em sua narrativa referências à sua posição cronológica, que foi definida tal como mostra a tabela abaixo:
1. Prever (Prévoir)
2. Descobrir  (Découvrir)
3. Curar (Guérir)
4. Viver (Vivre)
5. Devir (Devenir)
6. Ler (Lire)
7. Queimar (Brûler)
8. Abrir (Ouvrir)
9. Misturar (Mêler)
10. Mestiçagem (Métisser)
11. Emergir (Émerger)
12. Nascer (Naître)

## Trilha sonora
A trilha sonora da série foi lançada pela Playtime em fevereiro de 1999 sob o título de La Légende des Sciences: suite symphonique en forme de couleurs, e foi gravada pela Orquestra dos Estúdios da Mosfilm, notórios estúdios cinematográficos em Moscou. O álbum traz, contudo, apenas as composições de Éric Demarsan. Na série pode-se ainda ouvir duas obras de outros compositores, o Thème d'Empédocle, de autoria de Jeanne Pansard-Besson, e o Thème Stellaire, do compositor francês Georges Delerue para a minissérie Tours du Monde, Tours du Ciel, de 1991.

### Faixas
1. Rouge & Or
2. Lavis 2
3. Terre de Sienne
4. Aquarelle
5. Terre d'Ombre
6. Encres
7. Bleu-gris
8. Pastel
9. Indiguo
10. Gouache
11. Emeraude
12. Sanguine
13. Jade
14. Estampe
15. Rouge & Or (versão encurtada)
16. Lavis 3
17. Terre de Sienne (versão cordas)
18. Terre d'Ombre (versão cordas)
19. Bleu-gris (versão cordas)
20. Indiguo (versão cordas)
21. Emeraude (versão cordas)
22. Lavis
23. Rouge & Or (versão cordas)